# Le Parody
Soledad Sánchez Parody (8 de abril de 1985) conocida artísticamente como Le Parody es una cantante, productora y compositora española. Su música es conocida por su fusión de raíces tradicionales y una amplia gama de influencias musicales y culturales, integradas con la electrónica experimental, combinando elementos del folclore español, ritmos latinos, y sonidos del Medio Oriente, con texturas electrónicas y una producción contemporánea.

## Biografía
Soledad Sánchez Parody, conocida artísticamente como Le Parody, nació en Málaga en 1985 y se crio en Granada antes de trasladarse a Madrid en 2003, donde se licenció en Bellas Artes. Bajo el alias Le Parody, ha publicado tres discos y realizado más de un centenar de conciertos tanto en España como en el extranjero. Además, ha trabajado en numerosos proyectos bajo otros alias, como Billy E. Morreale y Horma. Soledad ha colaborado en una gran variedad de proyectos bajo Le Parody fuera de su trabajo como artista, incluyendo la "Ópera: Cíón Chamartín" y el diseño sonoro de la película "La espada me la ha regalado".
En 2009, cursó un año de estudios en la Universidad de Claremont, Los Ángeles, donde tuvo su primer acercamiento a la música electrónica, tomando clases de programación y producción en Pomona y Harvey Mudd, y en su regreso a España, comenzó su carrera musical.Ese mismo año lanzó su primer EP, "Párala Vértigo". 
En noviembre de 2012, Le Parody publicó su primer álbum, "Cásala", galardonado con varios premios de música independiente, incluyendo el Proyecto Demo  y el premio a la mejor maqueta de por la revista Mondo Sonoro, además de un accésit en los premios INJUVE a la creación joven en la categoría de música popular.
En octubre de 2015 vio la luz "Hondo", construido casi en su totalidad a partir de samples de músicas de India, Irán, Marruecos, los Balcanes y el sur de España. Este álbum fue recibido por la crítica como una sorpresa difícil de catalogar y entró en varias listas de los mejores discos del año, según Mondo Sonoro, GQ o Crazy Minds.
Durante su gira por el Reino Unido en 2015 con el sello New Hispanic Music, Le Parody compuso y grabó en dos días junto a Gizmo Varillas la canción "Summer Rain". Nueve años más tarde, esta canción se convertiría en un éxito mundial, permaneciendo varios meses en el top 10 de canciones más usadas en Reels y TikTok.
En abril de 2018, tras un intenso periodo de conciertos y proyectos paralelos, incluyendo "Cancionero", un disco colaborativo con 140 alumnos de un colegio en Madrid, Le Parody publicó "Dime", un sencillo que marcó un giro artístico hacia el electronic dance music. Este sencillo fue la antesala de su disco "Porvenir", uno de sus trabajos más aclamados por la crítica, nombrado como uno de los mejores discos del año por El Mundo. Justo cuando la gira de "Porvenir" comenzaba a despegar, fue truncada por la pandemia de Covid-19. A pesar de esto, Le Parody aprovechó 2020 para realizar diversas colaboraciones, como remixes para La Puerta / Puerta de la Canne con Califato 3/4 y la colaboración con Bronquio en "Na". Ese mismo año, comenzó a trabajar con la coreógrafa Luz Arcas, lo que resultó en el EP "Trilla", un trabajo de electrónica experimental basado en sampleo y beats en el que su voz casi desaparece, y en el que particpó la cantaora Rocío Márquez.
En 2024, Le Parody lanzó "Virtudes", el primer adelanto de su próximo disco titulado "Remedios", el cual verá la luz en 2024 a través del sello Everlasting Records.